# Мост епископа Йордана в Познани
Мост епископа Йордана в Познани — пешеходный и велосипедный мост через реку Цыбина, в административных границах города Познань. Деревянный мост на этом месте существовал уже в X веке, во времена правления князя Мешко I.

## История
Мост через узкую реку Цыбину был построен в раннем средневековье, вместе с появлением первых поселений на Тумском Острове. В 2007 году были обнаружены фрагменты моста с X века (37 дубовых элементов).
В конце 1880-х годов городские власти, на тот момент Прусское королевство, объявили конкурс, в результате которого был спроектирован двухпролётный железный мост длиной 70 метров, который также служил в качестве плотины, которую можно было поднимать и опускать с помощью гидравлических приводов. Из-за отсутствия финансовых ресурсов проект так и не был реализован.
В начале XX века грузовые и пассажирские перевозки осуществлялись с использованием конных повозок, грузоподъёмность которых постоянно увеличивалась. Согласно измерениям дорожного движения на рубеже октября и ноября 1902 года в будние дни проходило через мост около 10 000 пешеходов, проезжало около 1000 конных экипажей и около 100 велосипедистов. Деревянный мост не выдерживал такой нагрузки.
В 1905 году был введён в эксплуатацию новый стальной ферменный мост, спроектированный в гданьской мастерской Алекса Фея. Однако у его конструкции были недостатки, из-за которых в 1913 году он был заменён 65-метровым мостом, спроектированным Шлюссбергом, установленным под руководством Х. Шульца. Мост просуществовал до сентября 1939 года, когда был взорван польской армией при отступлении.
После разрушений Второй мировой войны был построен самодельный деревянный мост. Его разобрали в 1970 году после того, как был построен новый мост Мешко I, соединявший западную и восточную части города и ставший частью скоростной дороги. Хотя во время строительства скоростной дороги планировалось строительство также нового пешеходного моста, этот план так и не был реализован в течение почти 40 лет. После того, как старый деревянный мост был демонтирован, коммуникационный маршрут, существовавший почти 1000 лет и соединяющий старую часть города с Тумским Островом и Сьрудкой, был нарушен. Со временем отсутствие моста привело к исторической маргинализации Сьрудки, одного из древнейших районов Познани.
В связи с прогрессирующей деградацией района, было принято решение восстановить исторический мост. Были рассмотрены два варианта: первый предполагал строительство нового лёгкого пешеходного моста, согласно второму варианту для строительства нового моста должен был быть использован уже существующий пролёт демонтированного моста Роха. В итоге городские власти выбрали второй вариант. Для проекта реконструкции моста Йордана город Познань получил 8 млн. злотых из структурных фондов ЕС и больше 1 млн злотых из государственного бюджета, предназначенных на восстановление деградированных территорий. Подрядчиком нового моста выступила компания Intercor, а весь проект обошёлся почти в 10 миллионов злотых.
Процесс строительства нового моста был одним из самых впечатляющих инвестиционных проектов последних лет. Пролёт старого моста Роха должен был быть перенесён на километр к северу через мост Мешко I. 360-тонный пролёт необходимо было поднять на высоту 9 метров, перенести над мостом Мешко I и снова опустить на землю. 19 сентября 2007 года сотни жителей Познани наблюдали за кульминационным моментом, в том числе различные СМИ.
Существует традиция вешать на мост замки любви.